# Mindat (dystrykt)
Mindat (birm.: မင်တပ်ခရိုင်) – dystrykt w Mjanmie, w stanie Czin.
Dystrykt znajduje się w południowej części stanu. Od zachodu graniczy z Bangladeszem.
Według spisu z 2014 roku zamieszkuje tu 212 497 osób, w tym 100 961 mężczyzn i 111 536 kobiet, a ludność miejska stanowi 16,9% populacji.
Dystrykt dzieli się na 4 townships: Mindat, Matupi, Kanpalet i Paletwa oraz 2 subtownships: Reazu i Sami.